# Tierra de León
Tierra de León es una comarca situada en el centro-este de la provincia de León, cuenta con 944 km², que es un 6,05% del total provincial, asimismo está dividida en 15 términos municipales.

## Geografía
Es un territorio formado por materiales sedimentarios del Terciario y Cuaternario. Cruzada de norte a sur por los ríos Bernesga y Torío, los cuales se unen a la salida de León. Estos ríos presentan una clara disimetría, con terrazas en la orilla derecha y abruptas cárcavas a la izquierda.

## Demografía
La presencia de la capital, que posee más del 60% de la población comarcal, ha marcado decisivamente a la Comarca en los ámbitos tanto poblacional como económico, por ello se distinguen dos zonas, la Zona Cercana a León, de marcado carácter urbano y periurbano y otra que es la conformada por los pequeños pueblos.
En el año 2010 la comarca poseía 212 333 habitantes, un 42,53% del total provincial.
Se podría considerar a casi todas las localidades de Tierras de León, el área metropolitana de la ciudad leonesa, aunque algunas ya están muy periféricas.

## Comarcas Tradicionales
- La Sobarriba
- Las Regueras
- Bernesga de Abajo
- Bernesga de Arriba
- Vega con Ardón
- Valdoncina
- El Infantado
- Infantado del Torío
- Valle del Torío
- Abadengo del Torío

## Municipios
| Municipios                  | Habitantes (2024) | Superficie (km²) | Densidad (hab/km²) |
| Ardón                       | 550               | 48,65            | 12,52              |
| Chozas de Abajo             | 2.678             | 100,38           | 24,29              |
| Cuadros                     | 2.090             | 109,70           | 18,40              |
| Garrafe de Torío            | 1.640             | 125,27           | 10,67              |
| Gradefes                    | 925               | 205,86           | 5,43               |
| León                        | 122.243           | 39,03            | 3.400,68           |
| Onzonilla                   | 1.942             | 21,78            | 80,87              |
| San Andrés del Rabanedo     | 29.884            | 64,84            | 486,75             |
| Santovenia de la Valdoncina | 2.064             | 30,27            | 65,31              |
| Sariegos                    | 5.444             | 36,35            | 125,65             |
| Valdefresno                 | 2.335             | 102,54           | 20,05              |
| Valdevimbre                 | 894               | 68,01            | 15,50              |
| Valverde de la Virgen       | 7.806             | 63,63            | 108,53             |
| Vega de Infanzones          | 839               | 20,80            | 45,10              |
| Vegas del Condado           | 1.154             | 122,90           | 9,89               |
| Villaquilambre              | 18.647            | 52,69            | 342,04             |
| Villasabariego              | 1.148             | 59,79            | 20,82              |
| Villaturiel                 | 1.838             | 57,02            | 33,67              |
| Total                       | 204.121           | 1.681,21         | 126,99             |
| --------------------------- | ----------------- | ---------------- | ------------------ |